# Franz Schidlik
Franz Schidlik (13. ledna 1814 Tomášov – 24. prosince 1900 Saint-Josse-ten-Noode, Belgie) byl český hráč na hoboj, anglický roh, flétnu a klavír. Od roku 1834 žil v zahraničí, roku 1848 se natrvalo usadil v Belgii. Dobový tisk jej označoval za největšího evropského hobojistu.

## Život
Franz Schidlik (v matrice uváděn jako Schidlick) se narodil 13. ledna 1814 v domě čp. 5 na Tomášově u Mikulášovic a druhého dne byl pokřtěn jmény Franz Wenzel. Matka se jmenovala Helena Schidlicková, otec Franz Emanuel Schidlick pracoval jako vrchnostenský nadlesní. Základní vzdělání absolvoval na mikulášovické farní škole (dům čp. 7), kde vyučovali Adalbert Wahl a Anton Rösler (1785–1850). Prvních hudebních zkušeností dosáhl na kůru mikulášovického kostela svatého Mikuláše, kde hrál na flétnu. Přestože se chtěl po vzoru otce stát původně nadlesním, odešel roku 1828 na pražskou konzervatoř, kde se věnoval hře na flétnu a později na hoboj a anglický roh. Domněnka, že hoboj byl pro něj až do doby studia neznámým nástrojem, byla vyvrácena archivním výzkumem; s hobojem se setkal již v dětství v kostelním sboru. Studia mu financoval majitel lipovského panství, hrabě František Vincent ze Salm-Reifferscheidtu (1774–1842). Po dokončení konzervatoře začal koncertovat na území severních Čech (např. Liberec, Varnsdorf, Teplice) a Saska (např. Budyšín), na loveckém zámečku Šternberk také hrál pro hraběte Salma. Brzy se stal známým a získal stálá angažmá – od roku 1834 v orchestru ve Frankfurtu nad Mohanem, v roce 1836 přešel do Antverp. Během zdejšího tříletého pobytu dosáhl takového věhlasu, že mu bylo nabídnuto angažmá u bruselské královské dvorní kapely a královského divadla. V letech 1844–1848 podnikl studijní cestu po Anglii, na kterou navázalo stálé angažmá u londýnského orchestru Coventgarden na pozici prvního hobojisty a poté v divadle Durry-Lane. Po návratu do Belgie se stal profesorem na konzervatoři v Gentu, kde vyučoval hru na hoboj a anglický roh. Svůj rodný kraj a Prahu navštívil v letech 1848, 1852 a 1857. Se svou domovinou zůstal spojený i nadále; Exkursnímu klubu v České Lípě například věnoval několik svých klavírních skladeb. I během své pedagogické kariéry hrál v mnoha evropských městech a české, belgické, francouzské, německé a další evropské noviny jej začasté označovaly za největšího evropského hobojistu. Za zásluhy obdržel od krále Leopolda II. roku 1881 rytířský kříž Leopoldova řádu a roku 1885 civilní řád 1. třídy. Po odchodu do penze v roce 1884 žil v Saint-Josse-ten-Noode u svého zetě, malíře Felixe Cogena. Zde na Štědrý den roku 1900 zemřel a pochován byl na místním hřbitově.